# Vakinankaratra

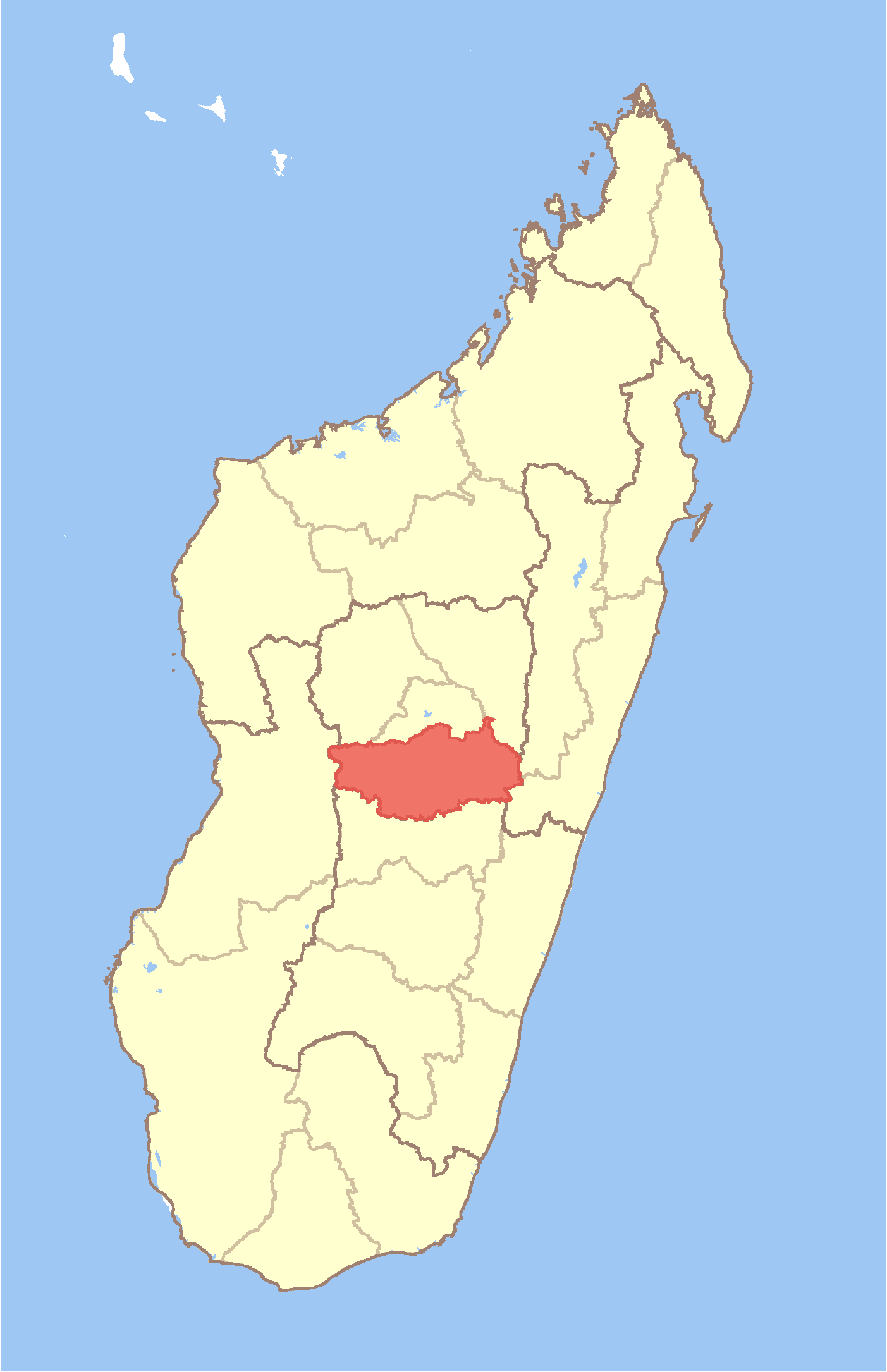
Localisation de la région de Vakinankaratra à Madagascar.

Le Vakinankaratra est l'une des vingt-trois régions de Madagascar. Elle est située dans la Province de Tananarive, au centre de l'île.

## Géographie
Cette région est la partie méridionale de l'Imerina, se trouvant entre le sud du massif d'Ankaratra, à la hauteur d'Antanifotsy, et la rivière Mania servant de frontière entre le pays merina et le pays betsileo. 
Sa capitale est Antsirabe.
La population de la région est estimée en 2004 à environ 1 982 800 habitants, sur une superficie de 16 599 km².

## Histoire
Le Royaume du Vakinankaratra, connu comme étant le royaume d’Andrantsay fut fondé vers le début du XVIIe siècle par Andrianony, un prince originaire d’Alasora, au sud d’Antananarivo. Longtemps, la capitale du royaume d’Andrantsay se trouvait à Fivavahana (ou Fiva), dans la région de Betafo. Les habitants d’alors se dénommaient eux-mêmes Betsileo (les Invincibles), un nom qui passera ensuite à leurs voisins du sud. L’apogée de la puissance du royaume d'Andrantsay semble se situer au milieu du XVIIIe siècle. Son influence s’étendit même, alors, jusque dans le Menabe sakalave où une partie de sa population émigra à la suite d’un de ses princes. 
Le dernier souverain du royaume d’Andrantsay fut Andriamanalinarivo, qui était encore sur le trône au moment où Andrianampoinimerina, assisté du jeune prince Radama entreprit sa conquête au début du XIXe siècle. Depuis lors, son territoire se vit intégré au royaume d'Émyrne, sous la nouvelle appellation de Vakinankaratra. 
En 1872, le missionnaire luthérien norvégien Torkild Guttormsen Rosaas érigea la ville d'Antsirabe en tant que station de montagne, pour servir de centre de retraite, en raison du climat beaucoup plus frais. À partir de l'époque coloniale, le foyer principal de la région s'y déplaça, devenant ainsi une importante ville moderne réputée pour la fraîcheur relative de son climat et la qualité de ses eaux thermales. 

## Administration
La région de Vakinankaratra est composée de sept districts et quatre-vingt six communes :
- District d'Ambatolampy
- District d'Antanifotsy
- District d'Antsirabe I
- District d'Antsirabe II
- District de Betafo
- District de Faratsiho
- District de Mandoto

Le chef de région est Mandrindra Albert Andrianjanaka, depuis mars 2015. Il succède à Paul Razanakolona.

## Économie

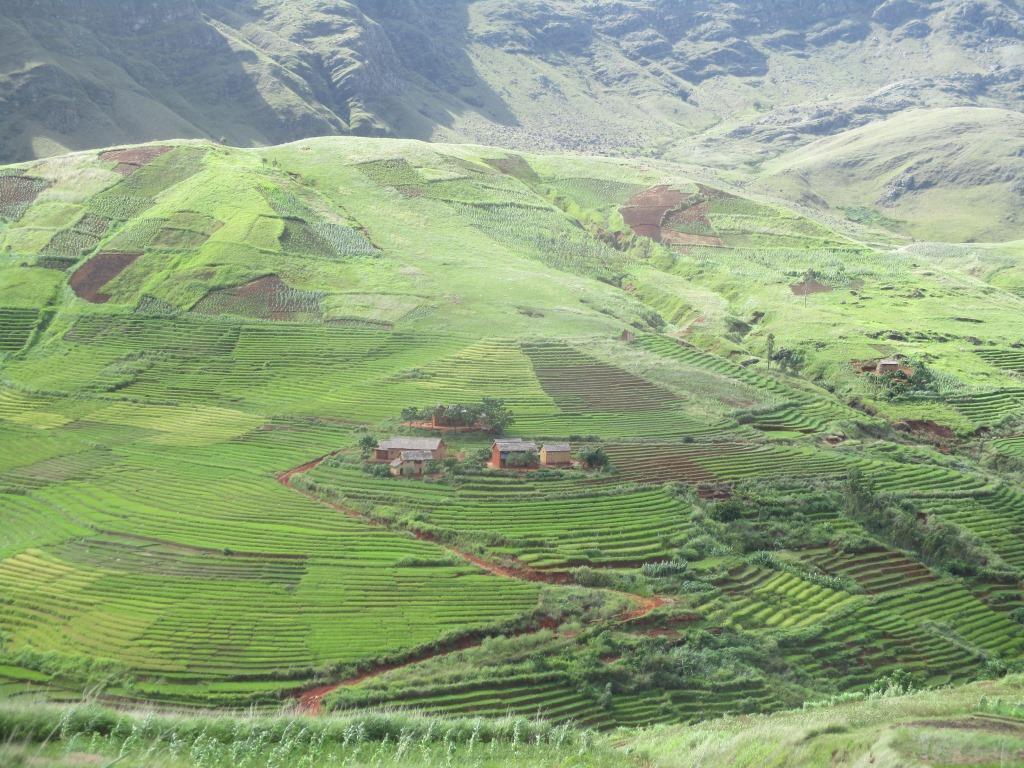
Cultures en terrasses à 70 km au sud-est d'Antsirabe.

La région a une vocation agro-pastorale.
Elle est le deuxième pole industriel de Madagascar